# Văcărescu (krater)
Văcărescu är en nedslagskrater med en diameter på 31 kilometer, på planeten Venus. Văcărescu har fått sitt namn efter den rumänsk-franska poeten Elena Văcărescu.